# Jo-Wilfried Tsonga
Jo-Wilfried Tsonga (sinh 17 tháng 4 năm 1985) là một cựu vận động viên quần vợt chuyên nghiệp người Pháp. Tsonga sinh tại Le Mans. Anh có mẹ là người Pháp và cha là người Congo. Cha của Tsonga đến Pháp trong thập niên 1970 để thi đấu bóng ném.. Anh là thành viên của Câu lạc bộ quần vợt Paris (TCP), một câu lạc bộ có tiếng ở Paris.
Tsonga bắt đầu nổi tiếng từ Giải quần vợt Úc Mở rộng 2008. Trong giải đấu này, dù không phải là hạt giống nhưng anh đã lọt vào đến trận chung kết. Để vào đến chung kết anh đã đánh bại 4 hạt giống, trong đó có trận thắng 3 séc trắng trước tay vợt số 2 thế giới lúc đó là Rafael Nadal ở bán kết. Tsonga chỉ chịu thua tay vợt số 3 Novak Djokovic ở chung kết sau 4 séc. Séc đầu tiên trận chung kết anh đã thắng. Đó cũng là séc đấu duy nhất Djokovic chịu thua ở giải này.
Tsonga giành danh hiệu ATP Masters Series đầu tiên tại Paris Masters 2008. Nhờ chiến thắng ở giải này mà Tsonga lần đầu tiên giành quyền tham dự một giải Masters Cup (năm 2008 tại Thượng Hải, Trung Quốc).
Năm 2011 đánh dấu sự trở lại của Tsonga sau chấn thương.Nổi bật là trận thắng lịch sử của anh trước Roger Federer ở tứ kết Wimbledon khi Tsonga đã bị dẫn trước 2 séc.Vào bán kết gặp Djokovic đang ở phong độ cao Tsonga đã thất bại sau 4 séc đấu.Sau đó ở giải master Motreal Tsonga tiếp tục đánh bại Federer ở tứ kết nhưng lại tiếp tục thua Novak Djokovic ở bán kết.Sau đó ở US Open Tsonga đã thi đấu ổn định và lần đầu tiên góp mặt ở tứ kết nhưng rồi anh phải dừng bước trước Federer sau 3 séc trắng.
Vào cuối mùa giải ở 2 giải Indoor Moselle và Viena Tsonga đã xuất sắc giành chiến thắng ở 2 giải này và kết thúc cơn khát danh hiệu kéo dài gần 2 năm kể từ chức vô địch tại Tokyo mở rộng năm 2009. Với phong độ cao và ổn định Tsonga lần thứ hai được góp mặt tại ATP World Tour Finals tổ chức tại London.

### 2013
Tsonga vào được vòng tứ kết tại giải Australian Open 2013 nhưng bị thua Roger Federer ở séc 5. Tại giải Pháp Mở rộng 2013, Tsonga hạ dễ Roger Federer sau 3 séc thắng liên tiếp, và như vậy trở thành vận động viên Pháp đầu tiên vào được vòng bán kết Roland Garros kể từ Gael Monfils năm 2008, và cũng là vận động viên tennis thứ hai sau Rafael Nadal mà đã thắng Federer tại cả hai giải Wimbledon và Roland Garros.

### 2014
Tsonga bắt đầu mùa giải 2014 của mình bằng việc giành chiến thắng tại Cúp Hopman cùng với đồng hương Alizé Cornet..
Tsonga đã thể hiện phong độ xuất sắc tại giải Rogers Cup 2014 tại Toronto, giành danh hiệu Masters thứ hai bằng cách đánh bại Roger Federer trong hai set. Tsonga đã giành ngôi vô địch với bốn chiến thắng trước các tay vợt trong top 10 thế giới, đây là lần đầu tiên anh vô địch tại một sự kiện Masters 1000 trong mười hai năm. Đáng chú ý, Tsonga đã đánh bại ba trong số bốn tay vợt thuộc nhóm Big Four trong cùng một giải đấu khi anh giành chiến thắng trước Novak Djokovic ở vòng ba, thắng Andy Murray ở tứ kết và Federer ở chung kết. Chiến thắng ở bán kết của anh là trước tay vợt vào bán kết Wimbledon Grigor Dimitrov. Anh đã bị Andy Murray đánh bại ở vòng bốn của US Open 2014 trong ba séc. Sau đó, Tsonga đã đóng vai trò quan trọng trong việc đưa đội tuyển Davis Cup Pháp vào chung kết Davis Cup 2014 bằng cách giành chiến thắng cả ở các trận đơn và đôi. Tại Moselle Open ở Metz, anh đã thắng trong hai séc trước Gilles Müller nhưng bị đánh bại bởi David Goffin ở tứ kết.

### 2017
Vào tháng 11 năm 2017, Tsonga cùng với Lucas Pouille, Pierre-Hugues Herbert và Richard Gasquet đã giúp Pháp giành chức vô địch Davis Cup lần thứ 10 và là lần đầu tiên sau 16 năm. Tsonga đã thắng trận đơn đầu tiên trước Steve Darcis nhưng thua trận đơn thứ hai trước David Goffin trong trận chung kết Davis Cup 2017 gặp đội tuyển Bỉ; Pháp đã giành chiến thắng với tỷ số 3–2.

### 2022: Về hưu

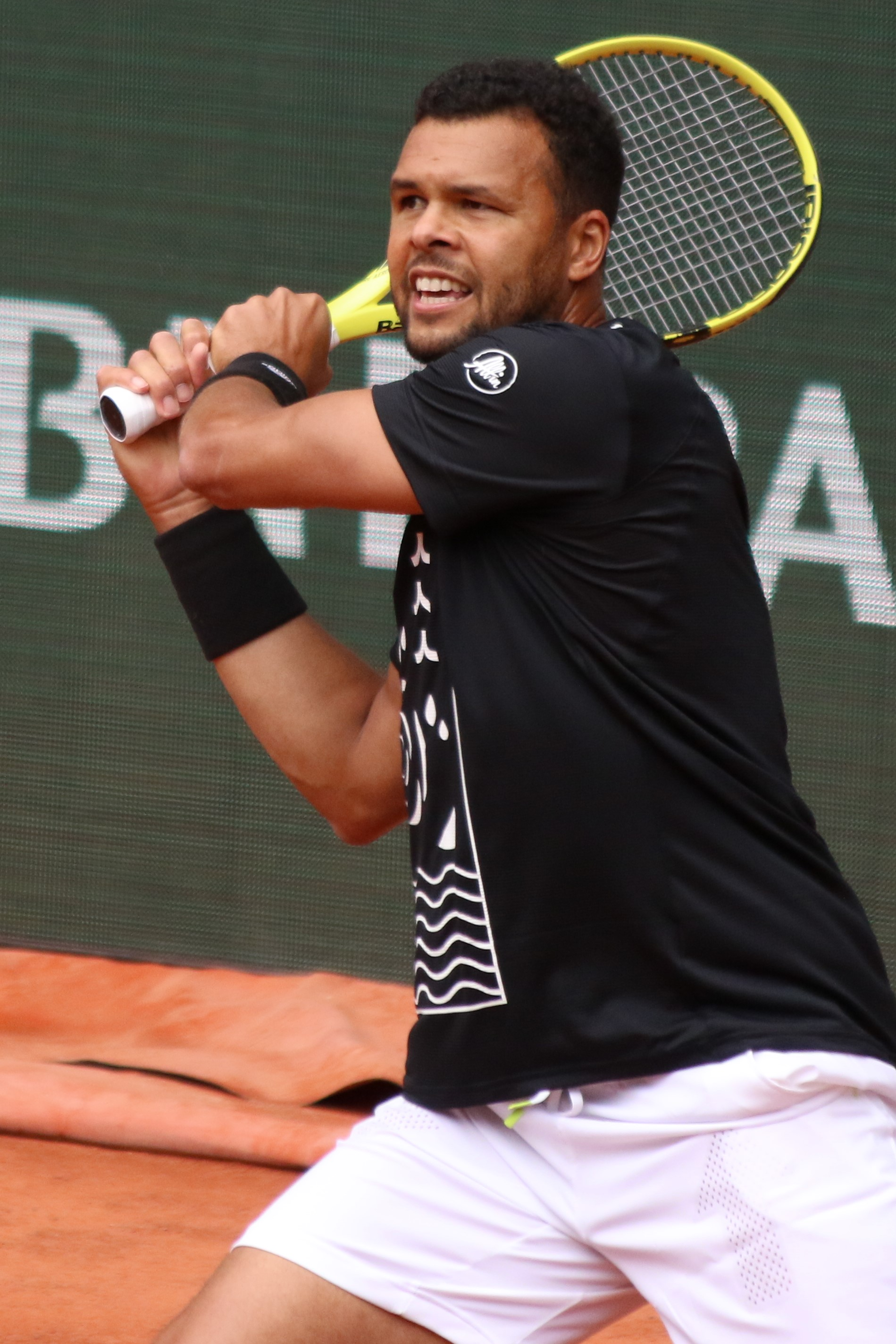
Tsonga tại Giải quần vợt Pháp Mở rộng 2022, giải đấu chuyên nghiệp cuối cùng của anh

Vào ngày 6 tháng 4 năm 2022, Tsonga đã thông báo rằng anh sẽ giải nghệ tại Giải quần vợt Pháp Mở rộng 2022. Anh đã thi đấu trận cuối cùng vào ngày 24 tháng 5 gặp Casper Ruud ở vòng đầu tiên, trong đó anh thua sau bốn séc.

## Cuộc sống cá nhân
Tsonga bắt đầu hẹn hò với Noura El Shwekh vào cuối năm 2014. Đứa con đầu lòng của họ, một bé trai, được sinh ra vào ngày 17 tháng 3 năm 2017. Tsonga và El Shwekh đã kết hôn vào ngày 21 tháng 7 năm 2018. 

## Các trận chung kết quan trọng

### Chung kết Grand Slam

#### Đơn: 1 (1 á quân)
| Kết quả | Năm  | Giải đấu        | Mặt sân | Đối thủ        | Tỷ số                   |
| ------- | ---- | --------------- | ------- | -------------- | ----------------------- |
| Á quân  | 2008 | Australian Open | Cứng    | Novak Djokovic | 6–4, 4–6, 3–6, 6–7(2–7) |

### Chung kết ATP Finals

#### Đơn: 1 (1 á quân)
| kết quả | Năm  | Giải đấu          | Mặt sân  | Đối thủ       | Tỷ số              |
| ------- | ---- | ----------------- | -------- | ------------- | ------------------ |
| Á quân  | 2011 | ATP Finals London | Cứng (i) | Roger Federer | 3–6, 7–6(8–6), 3–6 |

### Chung kết Masters 1000

#### Đơn: 4 (2 danh hiệu, 2 á quân)
| Kết quả | Năm  | Giải đấu         | Mặt sân  | Đối thủ          | Tỷ số         |
| ------- | ---- | ---------------- | -------- | ---------------- | ------------- |
| Vô địch | 2008 | Paris Masters    | Cứng (i) | David Nalbandian | 6–3, 4–6, 6–4 |
| Á quân  | 2011 | Paris Masters    | Cứng (i) | Roger Federer    | 1–6, 6–7(3–7) |
| Vô địch | 2014 | Canadian Open    | Cứng     | Roger Federer    | 7–5, 7–6(7–3) |
| Á quân  | 2015 | Shanghai Masters | Cứng     | Novak Djokovic   | 2–6, 4–6      |

#### Đôi: 1 (1 danh hiệu)
| Kết quả | Năm  | Giải đấu         | Mặt sân | Đồng đội         | Đối thủ                              | Tỷ số    |
| ------- | ---- | ---------------- | ------- | ---------------- | ------------------------------------ | -------- |
| Vô địch | 2009 | Shanghai Masters | Cứng    | Julien Benneteau | Mariusz Fyrstenberg Marcin Matkowski | 6–2, 6–4 |

### Trận tranh huy chương Olympic

#### Đôi nam: 1 (1 huy chương bạc)
| Kết quả | Năm  | Giải đấu               | Mặt sân | Đồng đội       | Đối thủ              | Tỷ số         |
| ------- | ---- | ---------------------- | ------- | -------------- | -------------------- | ------------- |
| Bạc     | 2012 | Summer Olympics London | Cỏ      | Michaël Llodra | Bob Bryan Mike Bryan | 4–6, 6–7(2–7) |

## Chung kết ATP

### Đơn: 30 (18 danh hiệu, 12 á quân)
| Giải đấu                          |
| --------------------------------- |
| Grand Slam tournaments (0–1)      |
| ATP World Tour Finals (0–1)       |
| ATP World Tour Masters 1000 (2–2) |
| ATP World Tour 500 Series (2–4)   |
| ATP World Tour 250 Series (14–4)  |

| Mặt sân       |
| ------------- |
| Cứng (17–11)  |
| Đất nện (1–0) |
| Cỏ (0–1)      |
| Thảm (0–0)    |

| Kiểu sân         |
| ---------------- |
| Ngoài trời (5–4) |
| Trong nhà (13–8) |

| Kết quả | Thắng-Thua | Ngày              | Giải đấu                                   | Cấp độ        | Mặt sân  | Đối thủ               | Tỷ số                   |
| ------- | ---------- | ----------------- | ------------------------------------------ | ------------- | -------- | --------------------- | ----------------------- |
| Á quân  | 0–1        | Tháng 1 năm 2008  | Australian Open, Australia                 | Grand Slam    | Cứng     | Novak Djokovic        | 6–4, 4–6, 3–6, 6–7(2–7) |
| Vô địch | 1–1        | Tháng 9 năm 2008  | Thailand Open, Thái Lan                    | International | Cứng (i) | Novak Djokovic        | 7–6(7–4), 6–4           |
| Vô địch | 2–1        | Tháng 11 năm 2008 | Paris Masters, Pháp                        | Masters 1000  | Cứng (i) | David Nalbandian      | 6–3, 4–6, 6–4           |
| Vô địch | 3–1        | Tháng 2 năm 2009  | South African Open, Nam Phi                | 250 Series    | Cứng     | Jérémy Chardy         | 6–4, 7–6(7–5)           |
| Vô địch | 4–1        | Tháng 2 năm 2009  | Open 13, Pháp                              | 250 Series    | Cứng (i) | Michaël Llodra        | 7–5, 7–6(7–3)           |
| Vô địch | 5–1        | Tháng 10 năm 2009 | Japan Open, Nhật Bản                       | 500 Series    | Cứng     | Mikhail Youzhny       | 6–3, 6–3                |
| Á quân  | 5–2        | Tháng 2 năm 2011  | Rotterdam Open, Hà Lan                     | 500 Series    | Cứng (i) | Robin Söderling       | 3–6, 6–3, 3–6           |
| Á quân  | 5–3        | Tháng 6 năm 2011  | Queen's Club Championships, Vương quốc Anh | 250 Series    | Cỏ       | Andy Murray           | 6–3, 6–7(2–7), 4–6      |
| Vô địch | 6–3        | Tháng 9 năm 2011  | Moselle Open, Pháp                         | 250 Series    | Cứng (i) | Ivan Ljubičić         | 6–3, 6–7(4–7), 6–3      |
| Vô địch | 7–3        | Tháng 10 năm 2011 | Vienna Open, Áo                            | 250 Series    | Cứng (i) | Juan Martín del Potro | 6–7(5–7), 6–3, 6–4      |
| Á quân  | 7–4        | Tháng 11 năm 2011 | Paris Masters, Pháp                        | Masters 1000  | Cứng (i) | Roger Federer         | 1–6, 6–7(3–7)           |
| Á quân  | 7–5        | Tháng 11 năm 2011 | ATP Finals London, Vương quốc Anh          | ATP Finals    | Cứng (i) | Roger Federer         | 3–6, 7–6(8–6), 3–6      |
| Vô địch | 8–5        | Tháng 1 năm 2012  | Qatar Open, Qatar                          | 250 Series    | Cứng     | Gaël Monfils          | 7–5, 6–3                |
| Vô địch | 9–5        | Tháng 9 năm 2012  | Moselle Open, Pháp (2)                     | 250 Series    | Cứng (i) | Andreas Seppi         | 6–1, 6–2                |
| Á quân  | 9–6        | Tháng 10 năm 2012 | China Open, Trung Quốc                     | 500 Series    | Cứng     | Novak Djokovic        | 6–7(5–7), 2–6           |
| Á quân  | 9–7        | Tháng 10 năm 2012 | Stockholm Open, Thụy Điển                  | 250 Series    | Cứng (i) | Tomáš Berdych         | 6–4, 4–6, 4–6           |
| Vô địch | 10–7       | Tháng 2 năm 2013  | Open 13, Pháp (2)                          | 250 Series    | Cứng (i) | Tomáš Berdych         | 3–6, 7–6(8–6), 6–4      |
| Á quân  | 10–8       | Tháng 9 năm 2013  | Moselle Open, Pháp                         | 250 Series    | Cứng (i) | Gilles Simon          | 4–6, 3–6                |
| Á quân  | 10–9       | Tháng 2 năm 2014  | Open 13, Pháp                              | 250 Series    | Cứng (i) | Ernests Gulbis        | 6–7(5–7), 4–6           |
| Vô địch | 11–9       | Tháng 8 năm 2014  | Canadian Open, Canada                      | Masters 1000  | Cứng     | Roger Federer         | 7–5, 7–6(7–3)           |
| Vô địch | 12–9       | Tháng 9 năm 2015  | Moselle Open, France (3)                   | 250 Series    | Cứng (i) | Gilles Simon          | 7–6(7–5), 1–6, 6–2      |
| Á quân  | 12–10      | Tháng 10 năm 2015 | Shanghai Masters, Trung Quốc               | Masters 1000  | Cứng     | Novak Djokovic        | 2–6, 4–6                |
| Á quân  | 12–11      | Tháng 10 năm 2016 | Vienna Open, Áo                            | 500 Series    | Cứng (i) | Andy Murray           | 3–6, 6–7(6–8)           |
| Vô địch | 13–11      | Tháng 2 năm 2017  | Rotterdam Open, Hà Lan                     | 500 Series    | Cứng (i) | David Goffin          | 4–6, 6–4, 6–1           |
| Vô địch | 14–11      | Tháng 2 năm 2017  | Open 13, Pháp (3)                          | 250 Series    | Cứng (i) | Lucas Pouille         | 6–4, 6–4                |
| Vô địch | 15–11      | Tháng 5 năm 2017  | Lyon Open, Pháp                            | 250 Series    | Đất nện  | Tomáš Berdych         | 7–6(7–2), 7–5           |
| Vô địch | 16–11      | Tháng 10 năm 2017 | European Open, Bỉ                          | 250 Series    | Cứng (i) | Diego Schwartzman     | 6–3, 7–5                |
| Á quân  | 16–12      | Tháng 10 năm 2017 | Vienna Open, Áo (2)                        | 500 Series    | Cứng (i) | Lucas Pouille         | 1–6, 4–6                |
| Vô địch | 17–12      | Tháng 2 năm 2019  | Open Sud de France, Pháp                   | 250 Series    | Cứng (i) | Pierre-Hugues Herbert | 6–4, 6–2                |
| Vô địch | 18–12      | Tháng 9 năm 2019  | Moselle Open, Pháp (4)                     | 250 Series    | Cứng (i) | Aljaž Bedene          | 6–7(4–7), 7–6(7–4), 6–3 |

### Đôi: 8 (4 danh hiệu, 4 á quân)
| Giải đấu                          |
| --------------------------------- |
| Grand Slam tournaments (0–0)      |
| ATP World Tour Finals (0–0)       |
| ATP World Tour Masters 1000 (1–0) |
| Olympic Games (0–1)               |
| ATP World Tour 500 Series (0–0)   |
| ATP World Tour 250 Series (3–3)   |

| Mặt sân       |
| ------------- |
| Cứng (3–3)    |
| Đất nện (0–0) |
| Cỏ (0–1)      |
| Thảm (1–0)    |

| Kiểu sân         |
| ---------------- |
| Ngoài trời (3–1) |
| Trong nhà (1–3)  |

| Két quả | Thắng-Thua | Ngày              | Giải đấu                               | Cấp độ        | Mặt sân  | Đông đội           | Đối thủ                              | Tỷ số                  |
| ------- | ---------- | ----------------- | -------------------------------------- | ------------- | -------- | ------------------ | ------------------------------------ | ---------------------- |
| Vô địch | 1–0        | Tháng 10 năm 2007 | Lyon Open, Pháp                        | International | Thảm (i) | Sébastien Grosjean | Łukasz Kubot Lovro Zovko             | 6–4, 6–3               |
| Vô địch | 2–0        | Tháng 1 năm 2008  | Sydney International, Australia        | International | Cứng     | Richard Gasquet    | Bob Bryan Mike Bryan                 | 4–6, 6–4, [11–9]       |
| Vô địch | 3–0        | Tháng 1 năm 2009  | Brisbane International, Australia      | 250 Series    | Cứng     | Marc Gicquel       | Fernando Verdasco Mischa Zverev      | 6–4, 6–3               |
| Vô địch | 4–0        | Tháng 10 năm 2009 | Shanghai Masters, Trung Quốc           | Masters 1000  | Cứng     | Julien Benneteau   | Mariusz Fyrstenberg Marcin Matkowski | 6–2, 6–4               |
| Á quân  | 4–1        | Tháng 2 năm 2011  | Open 13, Pháp                          | 250 Series    | Cứng (i) | Julien Benneteau   | Robin Haase Ken Skupski              | 3–6, 7–6(7–4), [11–13] |
| Á quân  | 4–2        | Tháng 2 năm 2012  | Open 13, Pháp (2)                      | 250 Series    | Cứng (i) | Dustin Brown       | Nicolas Mahut Édouard Roger-Vasselin | 6–3, 3–6, [6–10]       |
| Á quân  | 4–3        | Tháng 8 năm 2012  | Summer Olympics London, Vương quốc Anh | Olympics      | Cỏ       | Michaël Llodra     | Bob Bryan Mike Bryan                 | 4–6, 6–7(2–7)          |
| Á quân  | 4–4        | Tháng 9 năm 2013  | Moselle Open, Pháp                     | 250 Series    | Cứng (i) | Nicolas Mahut      | Johan Brunström Raven Klaasen        | 4–6, 6–7(5–7)          |